# 国立亚松森大学

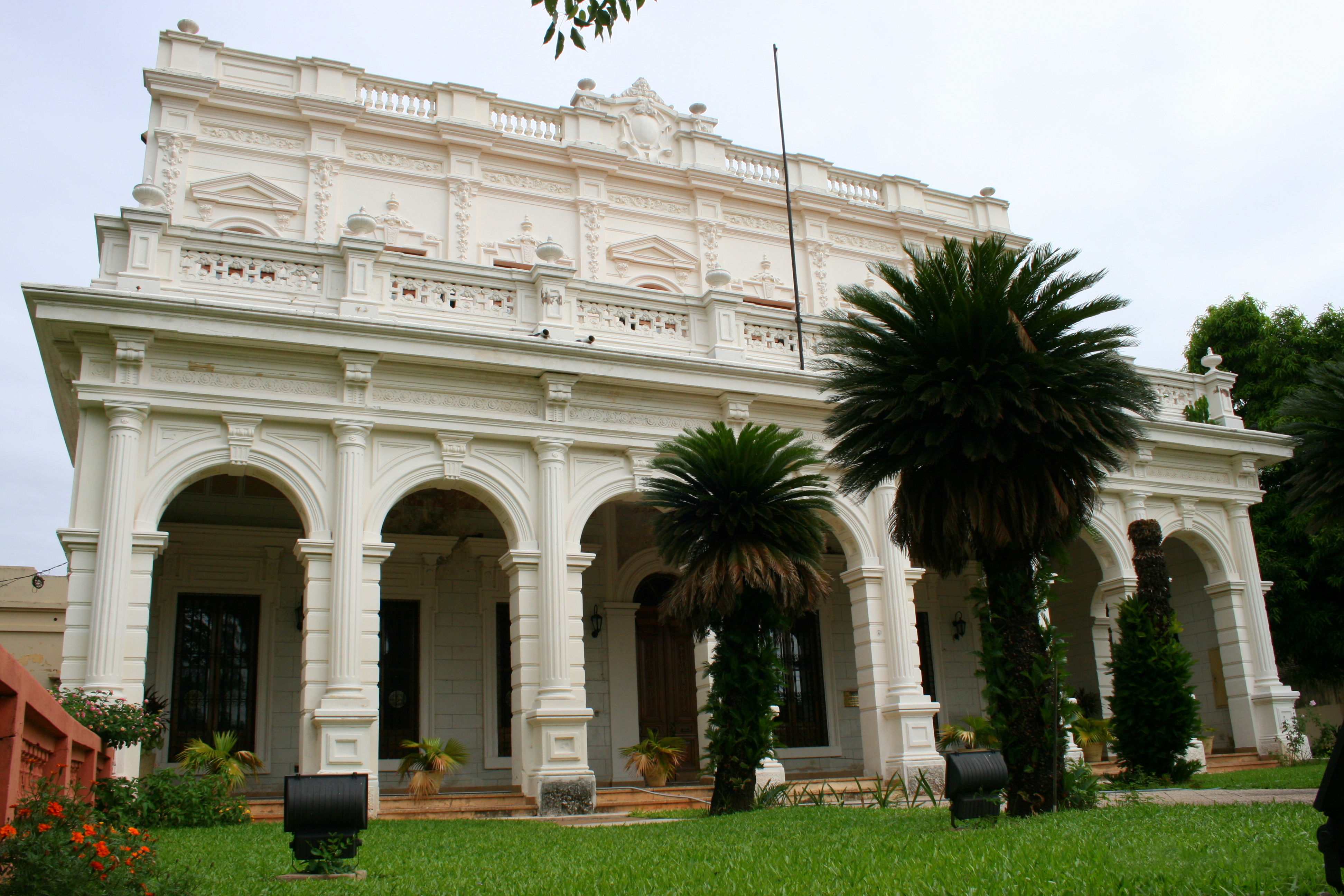

国立亚松森大学（西班牙語：Universidad Nacional de Asunción）是位于巴拉圭聖洛倫索的一所公立大学，成立于1889年，是巴拉圭历史最悠久的大学。
截至2015年，国立亚松森大学拥有12个学院，74个专业，学生约4万人，教师6千人。校园遍布巴拉圭全国，拥有十余处分校或研究机构。

## 学院
- 化学学院
- 医学学院
- 牙科学院
- 工程学院
- 法律与社会科学学院
- 经济科学学院
- 哲学学院
- 农业科学学院
- 兽医学院
- 理工学院
- 建筑设计艺术学院
- 精确自然科学学院

## 友好学校
- 中華民國 健行科技大学
- 中華民國 臺北醫學大學
- 義大利 罗马大学
- 日本 橫濱國立大學[2]
- 日本 帶廣畜產大學[3]